# Kanton Schilde
Tot 2018 was het kanton Schilde een louter gerechtelijk kanton dat gelegen is in het gerechtelijk arrondissement Antwerpen en dat een vredegerecht organiseert voor de gemeenten Schilde, Wijnegem en Wommelgem. Het was gevestigd op de Turnhoutsebaan 202 te Schilde.
De vrederechter is bevoegd bij gezinsconflicten, onderhoudsgeschillen, voogdij, voorlopige bewindvoering, mede-eigendommen, appartementseigendom, burenhinder,...
| Gebied           | Europese Unie    | België           | België           | België           | België           | Antwerpen      | Antwerpen      | Antwerpen                   | Antwerpen                   | Schilde                         |                                 |                                 |                                 |
| Sociaal recht    | Hof van Justitie | Hof van Cassatie | Hof van Cassatie | Hof van Cassatie | Hof van Cassatie | Arbeidshof     | Arbeidshof     | Arbeidsrechtbank            | Arbeidsrechtbank            | Arbeidsrechtbank                | Arbeidsrechtbank                | Arbeidsrechtbank                |                                 |
| Handelsrecht     | Hof van Justitie | Hof van Cassatie | Hof van Cassatie | Hof van Cassatie | Hof van Cassatie | Hof van Beroep | Hof van Beroep | Rechtbank van Koophandel    | Rechtbank van Koophandel    | Vredegerecht                    | Vredegerecht                    | Vredegerecht                    |                                 |
| Burgerlijk recht | Hof van Justitie | Hof van Cassatie | Hof van Cassatie | Hof van Cassatie | Hof van Cassatie | Hof van Beroep | Hof van Beroep | Rechtbank van eerste aanleg | Rechtbank van eerste aanleg | Vredegerecht / Politierechtbank | Vredegerecht / Politierechtbank | Vredegerecht / Politierechtbank | Vredegerecht / Politierechtbank |
| Strafrecht       | Hof van Justitie | Hof van Cassatie | Hof van Cassatie | Hof van Cassatie | Hof van Cassatie | Hof van Beroep | Assisenhof     | Rechtbank van eerste aanleg | Rechtbank van eerste aanleg | Vredegerecht / Politierechtbank | Vredegerecht / Politierechtbank | Vredegerecht / Politierechtbank | Vredegerecht / Politierechtbank |